# Telefomin
Telefomin ist eine Ortschaft und gleichzeitig Hauptort des Telefomin Rural Local-level Government und des Telefomin District der Provinz Sandaun im Westen Papua-Neuguineas im Gebiet des zentralen Hochlands. Der Ort liegt am obersten Sepik zwischen den Gebirgsmassiven der Star Mountains im Westen und der Victor Emanuel Range im Osten. Hier ist die Ethnie der Bimin-Kuskusmin beheimatet.

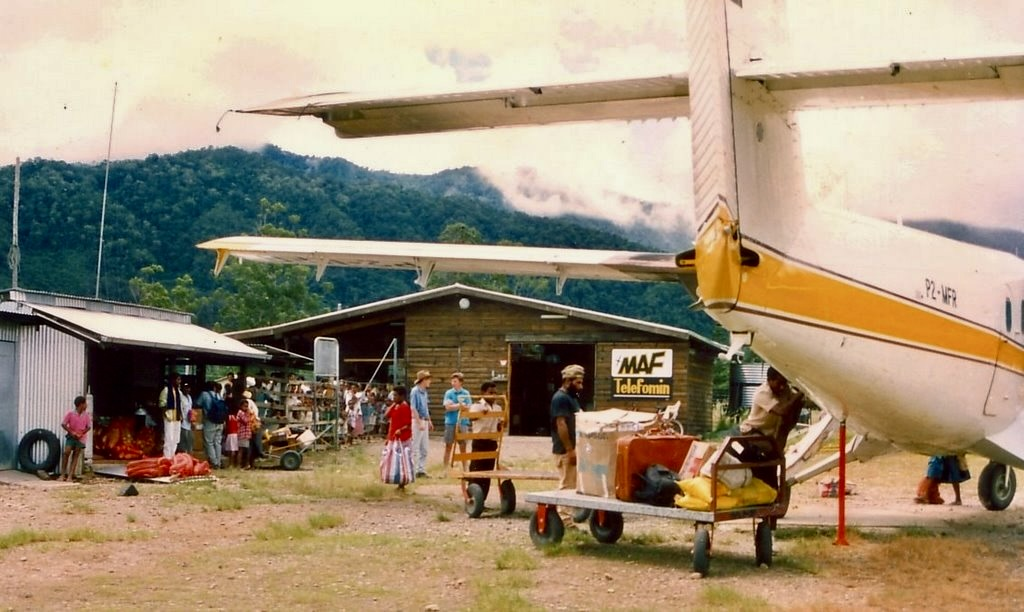
Flughafen Telefomin (1994)

Bekannt ist der Ort auch durch die verzierten Hauseingangsbretter (amitung) und Kampfschilde (atkom). Zu sehen sind solche Stücke in diversen Museen wie beispielsweise im  British Museum of Mankind London, Australian Museum Sydney, Museum für Völkerkunde Berlin, Museum für Völkerkunde Basel, Musee National des Arts Africains et Océaniens  Paris.